# Horatius Coclès
Pour les articles homonymes, voir Horatius.
Horatius Coclès (en latin Publius Horatius Cocles), dit aussi « Horace le Borgne », et parfois « Horace Coclite », est un héros légendaire romain (507 av. J.-C.). Il est célèbre pour avoir défendu face aux Étrusques l'ancien pont donnant accès à Rome. Mis à part cet exploit rapporté par les historiens antiques, on ignore presque tout de la vie du personnage.

## Biographie selon la légende
Coclès signifie en latin « le borgne ». Selon la légende,[Laquelle ?] la lance d'un Étrusque lui aurait fait perdre l'usage de son œil gauche. D'après Denys d'Halicarnasse, il est le neveu du consul Marcus Horatius Pulvillus. Il apparaît dans la tradition romaine lors de la guerre qui opposa le roi Lars Porsenna, un étrusque ami de Tarquin le Superbe qui va l'aider à remonter sur le trône de Rome, à la République naissante.
En 507 av. J.-C., les Étrusques du roi Porsenna prennent d'assaut le Janicule et menacent directement Rome. Le consul Valerius Publicola sort avec l'armée au secours des 700 colons du Janicule, et doit faire face à l'armée étrusque plus nombreuse. Après que les deux consuls ont été blessés, les Romains prennent la fuite et se réfugient dans la Ville, et l'ennemi manque de faire de même, si trois hommes n'étaient pas restés en arrière pour défendre le seul accès à Rome : le Pont Sublicius, construit en bois pour être détruit en cas d'attaque. Ils barricadent le passage. Parmi ces trois hommes, Horatius Coclès, ainsi que les deux futurs consuls Spurius Larcius Flavius et Titus Herminius Aquilinus, qui se retirent bientôt,,,.
Ensuite, Horatius Coclès est seul, contre l'armée ennemie, à défendre le pont Sublicius donnant accès à la ville de Rome, en attendant que ses concitoyens s'affairent à saboter le pont. Il résiste longtemps et lorsqu'il se voit sur le point d'être submergé par les ennemis, il s’écrie : « Père Tibre, je te supplie respectueusement de recevoir ces armes et ces soldats dans un flot bienveillant ». Puis, il demande qu'on coupe le pont derrière lui et, ainsi tout armé, il plonge dans le Tibre. Malgré la grêle de traits qui s'abat sur lui, il rejoint les siens à la nage, sans dommage, après avoir accompli un exploit qui devait demeurer pour la postérité plus fameux que digne de foi,,,.
L'État récompense un tel acte de bravoure : il a sa statue au Comitium ; on lui donne tout le terrain dont il peut faire le tour en 24 heures avec une charrue. Les particuliers lui manifestent leur reconnaissance et s'associent aux honneurs officiels : malgré la disette, chacun se prive un peu et tire de ses provisions de quoi lui apporter quelque chose, argent, victuailles,,,...
D'après Denys d'Halicarnasse, une des blessures reçues lors de la défense du pont Sublicius le rend boiteux, et c'est la raison pour laquelle, malgré sa très grande bravoure, il n'a jamais occupé une quelconque charge militaire, et encore moins le consulat.
Selon la légende romaine, l'acte d'héroïsme d'Horatius Coclès, suivi de ceux de Caius Mucius Scævola et de Clélie, impressionnent si vivement Porsenna que, renonçant à son projet d'envahir Rome, le roi étrusque propose la paix,,,,.

## Interprétations et mythologie comparée

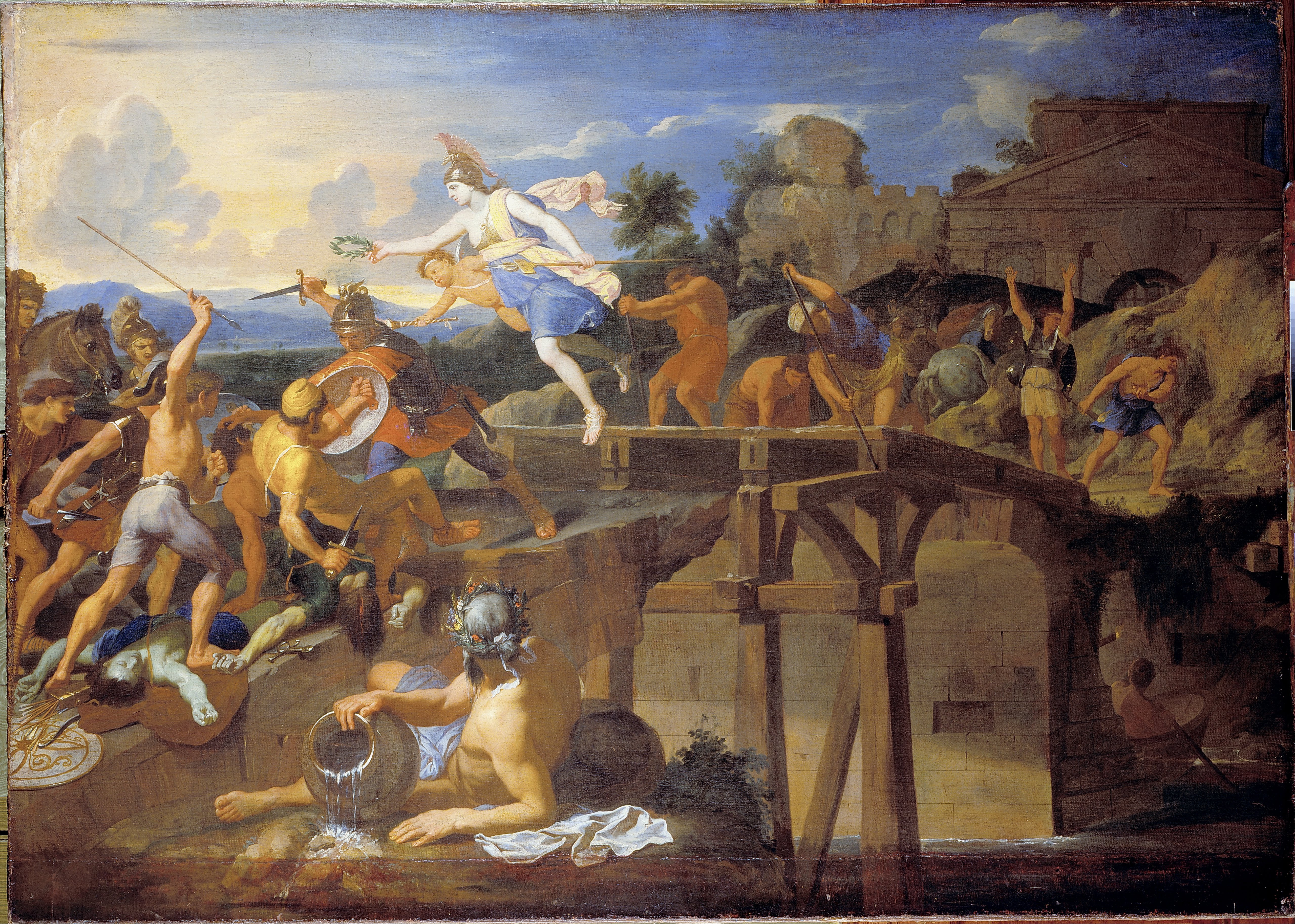
Horatius défendant le pont Sublicius, peinture à l'huile de Charles Le Brun, c.1642/43 - Dulwich Picture Gallery, près de Londres

La légende des héros romains Horatius Coclès et Caius Mucius Scævola a été rapprochée par Georges Dumézil de celle des dieux scandinaves Odin (borgne) et du dieu manchot Týr. Il en avait fait l'exemple de l'association entre deux aspects de la fonction souveraine, un dieu garant du droit (Týr, Mitra, Mucius Scævola) et un dieu « magicien » (Odin, Varuna, Horatius Coclès). Dans cette optique, la mutilation des héros romains comme celle des dieux scandinaves est avant tout symbolique.
Georges Dumézil considère qu'il s'agit d'un mythe originel indo-européen présentant un couple divin borgne et manchot qui se sont auto-mutilés indépendamment ; dans le mythe romain ces personnages auraient été artificiellement rapprochés, et humanisés,.
La présence de la statue d'Horatius Coclès au Volcanal, plus ancien lieu de culte de Rome dédié à Vulcain, où elle aurait été frappée par la foudre, a suggéré que le héros borgne serait un double humain, probablement un fils, de Vulcain. Selon Jean Haudry, cette hypothèse est confirmée à la fois par la fonction de Coclès, qui est celle d'un gardien, et par l'existence de deux fils de Vulcain dont le nom peut signifier « borgne », bien qu'ils ne le soient pas en réalité : Caeculus et Cācus. Le trait physique de Coclès est caractéristique d'un « Feu gardien » dont la vigilance est la vertu première. Elle reflète un cas typique de « mutilation qualifiante ».

## Postérité

### L'«Horatius Coclès» français
Le 19 janvier 1797, le général Alexandre Dumas s'illustre au pont de Klausen, sur l'Adige, sur la route de Brixen, dans la campagne du Tyrol menée par Napoléon Bonaparte. Il est cité à l'ordre du jour, le 21 mars 1797, par le général Joubert qui demande au directoire un sabre d'honneur. C'est Bonaparte qui l'aurait désigné comme l’Horatius Coclès du Tyrol.
« Le général Dumas s'étant mis à la tête de la cavalerie (le 5e régiment de dragons), traversa le pont, chargea quelques escadrons ennemis, tua de sa main le commandant... , accula l'infanterie dans les vignes, et continuant de poursuivre la cavalerie à bride abattue, avec une centaine d'hommes seulement, il nous chargea de ramasser tout ce qu'il laissait d'Autrichiens derrière lui. Nous prîmes 1 900 hommes ».
Dans Mes Mémoires, Alexandre Dumas, retient l'anecdote :

« Voyons comment mon père raconte cette brillante affaire, qui lui valut le titre d'Horatius Coclès du Tyrol ; nous verrons ensuite comment la raconte Dermoncourt, son aide de camp. »

— tome 1, éd. Claude Schopp, Paris, Robert Laffont, "Bouquins", 1989, p. 75, p. 79, etc.

### Musique
Étienne Nicolas Méhul (1763-1817) compose l'opéra en un acte, Horatius Coclès, sur un livret par Antoine Vincent Arnault (1766-1834). La première représentation a lieu à l'Opéra de Paris le 18 février 1794.

### Littérature
Son exploit est repris au XVIIIe siècle dans le manuel scolaire de latin De viris illustribus de l'abbé Lhomond.
Dans ses Mémoires d'Outre-tombe (LI, chap.5) parues en 1848, François-René de Chateaubriand évoque Horatius Coclès lorsqu'il narre l'une de ses frasques de jeunesse les plus mémorables accompagné de son camarade Gesril avec lequel il défend un pont entre Saint-Malo et Saint-Servan face à deux mousses. Mais contrairement à Horatius, il fut blessé à l'oreille.

### Cinéma
Horatius est cité de nombreuses fois par Jack Harper dans le film Oblivion, après avoir trouvé un livre (Lays of Ancient Rome de Thomas Babington Macaulay) sur Terre en parlant.
Dans le film Les Heures sombres (2017), le personnage Winston Churchill, joué par Gary Oldman, cite un passage concernant Horatius (également extrait de Lays of Ancient Rome) lors de la scène du métro londonien.